# Gebäudehülle
Die Gebäudehülle oder die Außenhaut eines Gebäudes ist ein geschlossener geometrischer Baukörper und bildet die physikalische Trennung zwischen der inneren und äußeren Umgebung eines Gebäudes. Sie umfasst alle Bauteile eines Gebäudes, die dieses nach außen abschließen. Die äußere Hülle ist eine Barriere gegen Niederschlag, Außenluft, Außentemperatur, Geräusche und Strahlung. Die Gebäudehülle schützt die inneren Einrichtungen und Installationen zusammen mit den mechanischen Konditionierungssystemen und unterstützt die Klimatisierung.
Die Konstruktion, Dimensionierung und Gestaltung von Gebäudehüllen ist das Fachgebiet der Architektur und des Bauingenieurwesens.

## Aufbau
Die Gebäudehülle setzt sich aus Bauteilen zusammen, die den beheizten Raum vom Außenklima und den nicht beheizten Räumen trennen. Die physikalischen Komponenten der Gebäudehülle bestehen aus der Gründung, den Wänden, darin Türen und Fenstern, Decken und dem Dach. Die Dimensionierung, Eigenschaften und Kompatibilität der Materialien, Herstellungsprozesse und Details, ihre Fügung und Wechselbeziehung sind die Hauptfaktoren, die die Effektivität und Haltbarkeit der Gebäudeabdichtung definieren. Die Hülle besteht aus mehreren Schichten: Tragschicht, Wärmedämmschicht, Luftdichtigkeits- und Dampfsperrschicht, Feuchtigkeitspufferschicht und Schutzschicht.

## Funktion
Die wärmeübertragende Umfassungsfläche muss wechselnden thermischen Bedingungen und Lasten (wie Wind- und Schneelasten) und den bauphysikalischen Ansprüchen genügen. Neben den funktionalen Eigenschaften der Gebäudehülle gibt es auch noch soziale und ästhetische: „Als Übergang zwischen innen und außen – zum Haus und Stadtraum gehörend – kommt der Gebäudehülle eine besondere Bedeutung zu. Sie bietet Schutz vor Wind und Wetter, grenzt Eigentum ab und schafft Privatsphäre, gleichermaßen wichtig aber ist ihre ästhetische und kulturelle Funktion.“ Darüber hinaus gibt es noch Anforderungen an Nachhaltigkeit, Energieeffizienz und Wohnkomfort.
Die Funktionen der Gebäudehülle lassen sich einteilen in:
- Stützfunktion (um mechanischen Lasten zu widerstehen und sie abzuleiten)
- Kontrollfunktion (des Material- und Energieflusses)
- Gebäudeabschluss (um im Innenraum eine kontrollierte Beheizung und Klimatisierung zu ermöglichen)

Um diese Ziele zu erreichen, müssen alle Gebäudehüllen eine tragende Struktur haben.
Zum Schutz vor Durchnässung ist eine wasserabführende Schicht erforderlich. Gebäude mit Aufenthaltsräumen für Menschen und Tiere oder zur Lagerung empfindlicher Güter erfordern je nach Klima und Anforderungen zusätzlich eine Luftdichtschicht, eine Wärmesperre und eine Dampfsperre. Kontrollierte Luftführung ist wichtig, um eine angenehme Luftqualität im Gebäude zu gewährleisten, den Energieverbrauch zu begrenzen, Kondensation durch konvektiven Feuchtetransport zu verhindern und eine behagliche Innenraumluft sicherzustellen. Abdichtung gegen Feuchtigkeit (z. B. durch Horizontalsperren) ist entscheidend, insbesondere in kalten und feucht-heißen Klimazonen.
Bis Ende des 20. Jahrhunderts besaßen auch Geschäfts- und Wohngebäude eine mehr oder weniger undichte Gebäudehülle. Mit den Bemühungen, eine bessere Gebäude-Energiebilanz zu erreichen, rückten die Lüftungswärmeverluste durch die unkontrollierte freie Lüftung über Öffnungen in der Gebäudehülle (siehe auch Fugenlüftung) in den Fokus und es wird nunmehr eine dichte Gebäudehülle angestrebt.
Bei Neubauten wird zur Kontrolle der Dichtheit der Gebäudehülle inzwischen vielfach der Blower-Door-Test angewandt. 
Bei der Thermografie von Gebäudehüllen werden Wärmebildkameras eingesetzt, um durch eine Analyse des Infrarotbildes Temperatur-Anomalien der inneren und äußeren Oberflächen sichtbar zu machen, Undichtigkeiten und Kältebrücken zu identifizieren und Kondensation zu erkennen.